# エジプトのイスラエル人
『エジプトのイスラエル人』（Israel in Egypt）HWV54は、ヘンデルが作曲した英語のオラトリオ。
旧約聖書の出エジプト記と詩篇を元にしている。
初演は失敗に終わったが、合唱曲の比率が非常に高く、合唱の世界で19世紀に非常に人気があった。

## 作曲の経緯
ヘンデルは、ロンドンのヘイマーケットにあるキングズ劇場でイタリア・オペラを上演していたが、1739年のオペラ・シーズンに出資者が付かなかったため、かわりにオラトリオによるシーズンを開催することにした。このために新作のオラトリオである『サウル』とともに『エジプトのイスラエル人』を作曲した。
台本作者は不明である。
ヘンデルはまず初演時の第3幕にあたる部分（モーセの歌）から書きはじめたが、前年に作曲したキャロライン王妃の葬送アンセムを再利用することを思いつき、この曲に新しい歌詞をつけたものを第1幕とした。最後に出エジプトにあたる第2幕を作曲した。『サウル』完成後の1738年10月1日に作曲をはじめ、11月1日に完成した。

## 初演
1739年4月4日、ヘイマーケットのキングズ劇場で初演された。このバージョンは3幕物で、第1幕は「シオンの嘆くさま/キャロライン女王のための葬儀アンセム」「イスラエルの息子らが嘆く」として知られる。このセクションは『出エジプト記』よりも前にある。
なお、「カッコウとナイチンゲール」の通称で有名なオルガン協奏曲ヘ長調(HWV 295)は初演の2日前に完成しており、おそらく『エジプトのイスラエル人』第2幕の前に演奏されたと考えられる。
初演について、ロンドンの新聞『デイリー・ポスト』紙は称賛したが、観客は喜ばず、2回目の公演では第1幕を除いた短縮版になり、コラールはイタリア風のアリアで装飾された。古いスコアはこの第1幕を省いた形で出版されていた。
今日の演奏・録音の多くはヘンデルのオリジナル3幕物バージョンを使用している。

## 背景

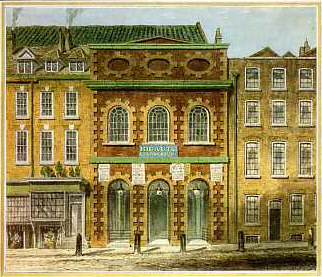
ヘイマーケットのキングズ劇場

ヘンデルは長い間ロンドンに居住し、そこでイタリア語オペラの作曲家として大きな成功を収めていた。しかし1733年にヘンデルのライバル「オペラ・カンパニー」が現れ、ロンドンのイタリア・オペラ・ファンの奪い合いが始まった。ヘンデルは英語のオラトリオや合唱作品に活路を見た。

## 音楽
『エジプトのイスラエル人』は、ヘンデルが毎年オラトリオ演奏会を開くようになるより前の作品であり、ヘンデルはさまざまな試行錯誤を行っていた。
曲の特徴としては、まず合唱の比重が非常に高いことがあげられる。しかし、合唱が多すぎること、独唱の名人芸が少ないことは、この作品が初演時に失敗したひとつの原因になった。
もう一つの特徴は管弦楽による絵画的な描写であり、とくにエジプトにふりかかる災禍の描写が優れている。
一方、ヘンデルはしばしば他人の曲を剽窃する悪癖があり、『エジプトのイスラエル人』でもストラデッラのセレナータ、ウリオの『テ・デウム』、ディオニージ・エルバの『マニフィカト』を借用している。
なお、「主よ汝に感謝す」(Dank sei Dir, Herr)という曲が『エジプトのイスラエル人』中の曲と言われることがあるが、実際にはヘンデルの作品ではない。おそらく19世紀にジークフリート・オックスによって作られたと考えられている。この曲は日本では中田羽後の歌詞による「ああ感謝せん」として知られ、ほかに英語「Thanks Be to Thee」、イタリア語「Solo con te」などのさまざまな歌詞と編曲で知られる。

## 演奏時間
約90分（各27分、27分、36分）

## 楽器編成
トロンボーン3、トランペット2、ティンパニ1対、オーボエ2、ファゴット2、弦5部、二重合唱、ソリスト（ソプラノ2、アルト、テノール）、オルガン

## あらすじ

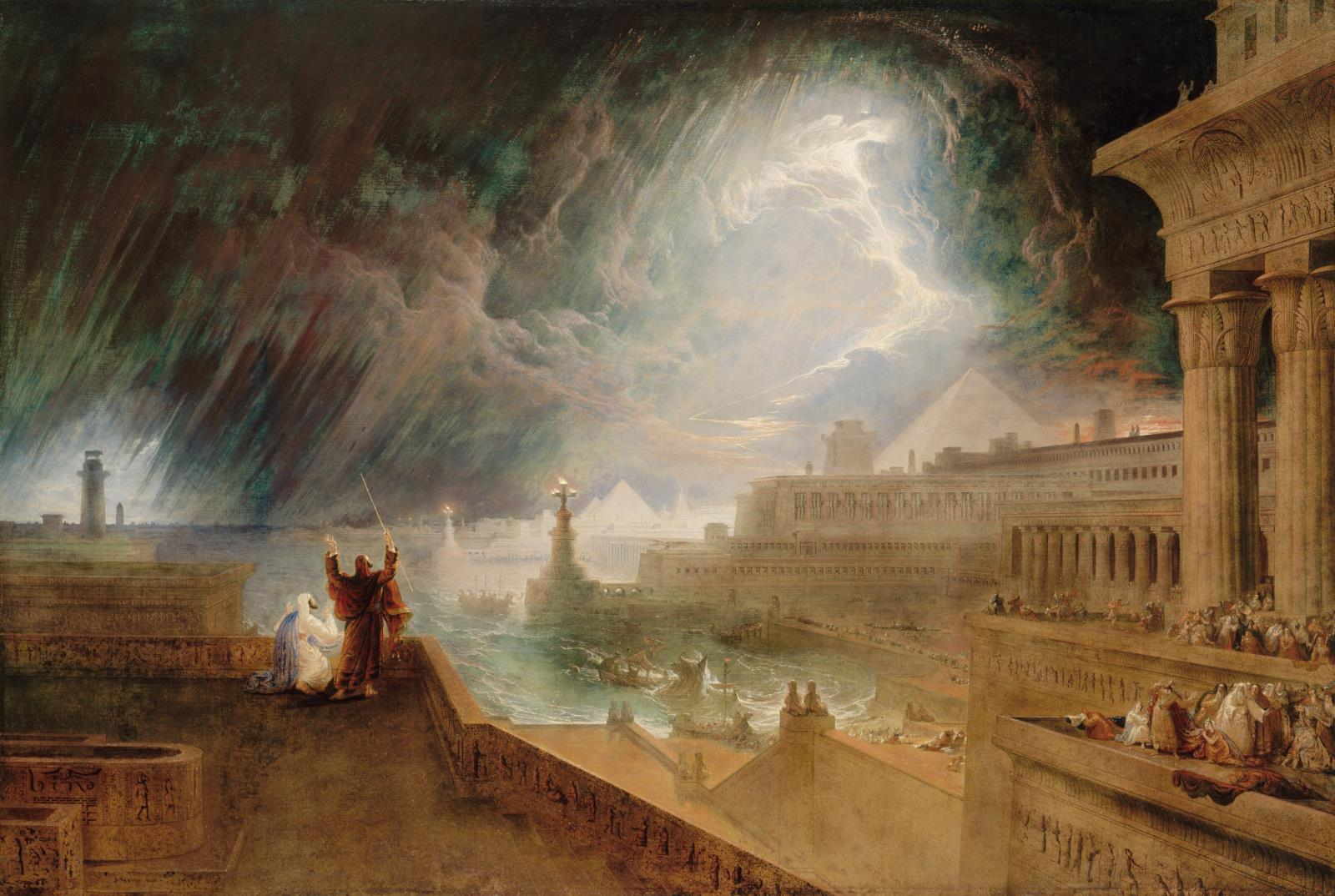
ジョン・マーティン作「七度目のペスト」1823年

ニコラ・プッサンによる「紅海の横断」

### 第1部
イスラエル人はイスラエル人の首領ヨセフと、親切な助言者エジプト王ファラオの死を悼んでいる。

### 第2部
新しいファラオはイスラエル人をきらう人種差別主義者であるとの知らせが入る。神は、イスラエル人を隷従から救うリーダーとして、口下手なモーゼを選ぶ。
疫病がエジプトにやってくる。川が血に染まった。カエルのペストは大地に影響を与えた。しみや水ぶくれが牛や人の皮膚にあらわれる。どこでもハエやシラミの群れが見られ、イナゴの大群がすべての作物を台無しにした。雹が降り、闇が深まる。そしてすべてのエジプト人の長男たちが死んでいく。
エジプトの支配者はイスラエル人の離脱を認めたが、あとで気が変わり、追及してくる。
紅海は奇跡的に割れ、モーゼとイスラエル人は安全に横断するが、追ってきたエジプト人が横断しようとすると、水が彼らを巻き込み、溺れさせる。

### 第3部
イスラエル人は脱出を祝う。

## ごく初期のワックス・シリンダー録音
長い間、世界最古の録音とされた、このオラトリオからの抜粋「モーセとイスラエルの子供たち」は1888年のクリスタル・パレス・ヘンデル・フェスティバルでジョージ・グロー大佐がエジソンのパラフィン・シリンダーで録音した。当時の録音技術の限界で、クリスタル・パレスでの歌手から録音装置までの距離は、音響をひどく劣化させた。